# Atraco en alta fidelidad
«Atraco en alta fidelidad» —cuyo título original es «Hold-up en hi-fi»— es una historieta de ocho páginas creada por Roger Leloup con la colaboración de Maurice Tillieux, escrita originalmente en francés y publicada en 1970 en la revista Spirou. Es relevante por ser la primera aventura de Yoko Tsuno. El relato fue posteriormente incluido en el álbum titulado Aventuras electrónicas, editado en 1974.

## Antecedentes
A finales de los años 1960 el creador de historietas belga Roger Leloup ya contaba con una amplia experiencia como colaborador sucesivamente de Hergé y de Peyo. Este último le había ofrecido continuar su serie de Jackie y Célestin, para lo cual Leloup había diseñado en 1968 un personaje femenino secundario de nacionalidad japonesa. Posteriormente, y mientras esperaba respuesta de Dupuis para el lanzamiento de una serie protagonizada por un trío, esta editorial le propuso que escribiera algunas historietas protagonizadas por la joven japonesa. El resultado fue «Atraco en alta fidelidad», un primer y breve esbozo de lo que luego sería la serie Yoko Tsuno publicado en el número 1693 de Spirou el 24 de septiembre de 1970.

## Sinopsis
Cuando Yoko Tsuno se encuentra haciendo una gestión en el banco, este es asaltado por una banda de atracadores. Yoko se enfrenta a dos de ellos con ayuda de sus conocimientos de karate y aikido, pero es neutralizada por un tercer asaltante armado. Su posterior investigación revela que los ladrones han desviado la vigilancia policial simulando el derrumbe de un edificio próximo gracias a una grabación de sonido. Esa noche se dirige a la terraza del edificio en el que los bandidos han instalado los potentes altavoces utilizados y los descubre desmontando la instalación. Es sorprendida por uno de los delincuentes y encerrada, pero llama la atención de la policía poniendo en marcha el sonido, gracias a lo cual toda la banda es detenida.

## Características

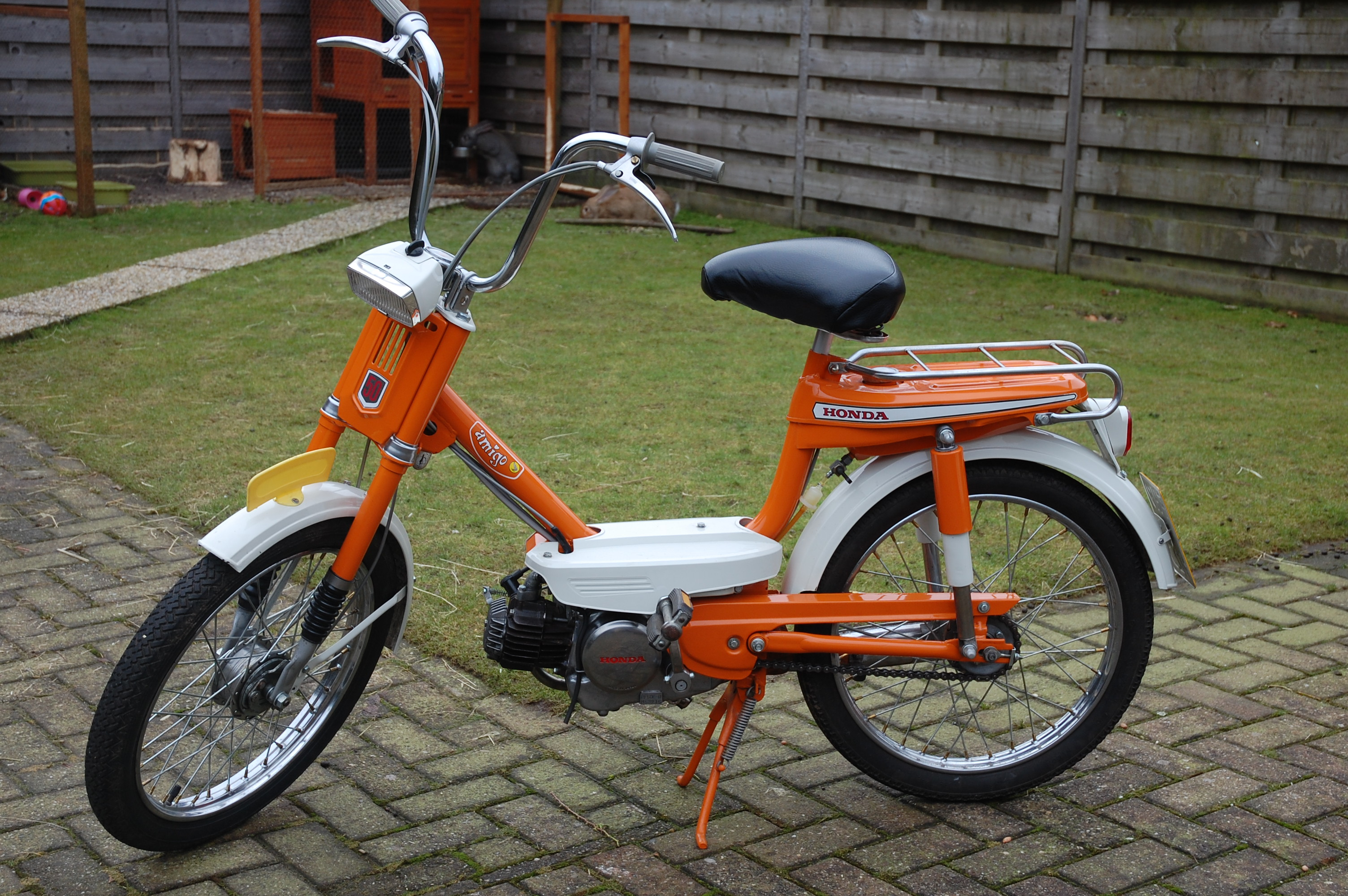
Yoko conduce un ciclomotor Honda Amigo similar a este.

Maurice Tillieux colaboró con Roger Leloup para que este se viera favorecido económicamente. En aquella época los autores consagrados cobraban mucho más por cada plancha que los novatos, por lo que la editorial debía retribuir mejor el trabajo gracias a la coautoría de Tillieux. Leloup escribía el guion inicial y le pasaba a Tillieux un esbozo realizado a lápiz. Su colega utilizaba lapicero y goma de borrar para realizar correcciones en el dibujo y el texto. La colaboración se mantuvo hasta la tercera historieta corta de Yoko Tsuno, momento en el que Tillieux entendió que Leloup podía continuar en solitario. Leloup siempre manifestó su agradecimiento por la ayuda recibida del veterano artista.
Según relató Leloup años más tarde, inicialmente denómino a su personaje Yoko Shirisho. Sin embargo, Tillieux le recomendó utilizar un nombre más corto. Ojeando un mapa de Japón, localizaron una población llamada Tsuno. Les gustó porque era breve y tenía ciertas resonancias chinas; apropiado para una heroína japonesa.
Leloup manifestó que escogió el tema de la alta fidelidad porque le permitía conectar con la que iba a ser la especialidad de su heroína: la electrónica.
A lo largo del relato, desde la primera a la última viñeta, Yoko conduce un ciclomotor del modelo «Amigo» de Honda, muy popular por entonces. Para sorpresa de Leloup, poco después de la publicación, Honda le regaló un vehículo de este modelo como muestra de agradecimiento y para facilitarle el dibujo del aparato.

## Trascendencia
El relato tuvo una favorable acogida por parte del público. El 24 de diciembre de 1970, los autores volvieron a publicar una segunda historia protagonizada por Yoko Tsuno, «El ángel de la Navidad», un especial navideño de solo dos páginas. Tres años más tarde, la serie ya figuraba entre las tres preferidas por los lectores de Spirou. En 1974 «Atraco en alta fidelidad» fue incluido en un álbum recopilatorio de los relatos cortos de Yoko Tsuno que se tituló Aventuras electrónicas.
Publicada en una época en la que eran infrecuentes los relatos protagonizados por mujeres —sobre todo orientales—, esta historieta fue el comienzo de una larga serie que incluye veintiocho álbumes hasta 2017.